# Biały Kościół (województwo dolnośląskie)

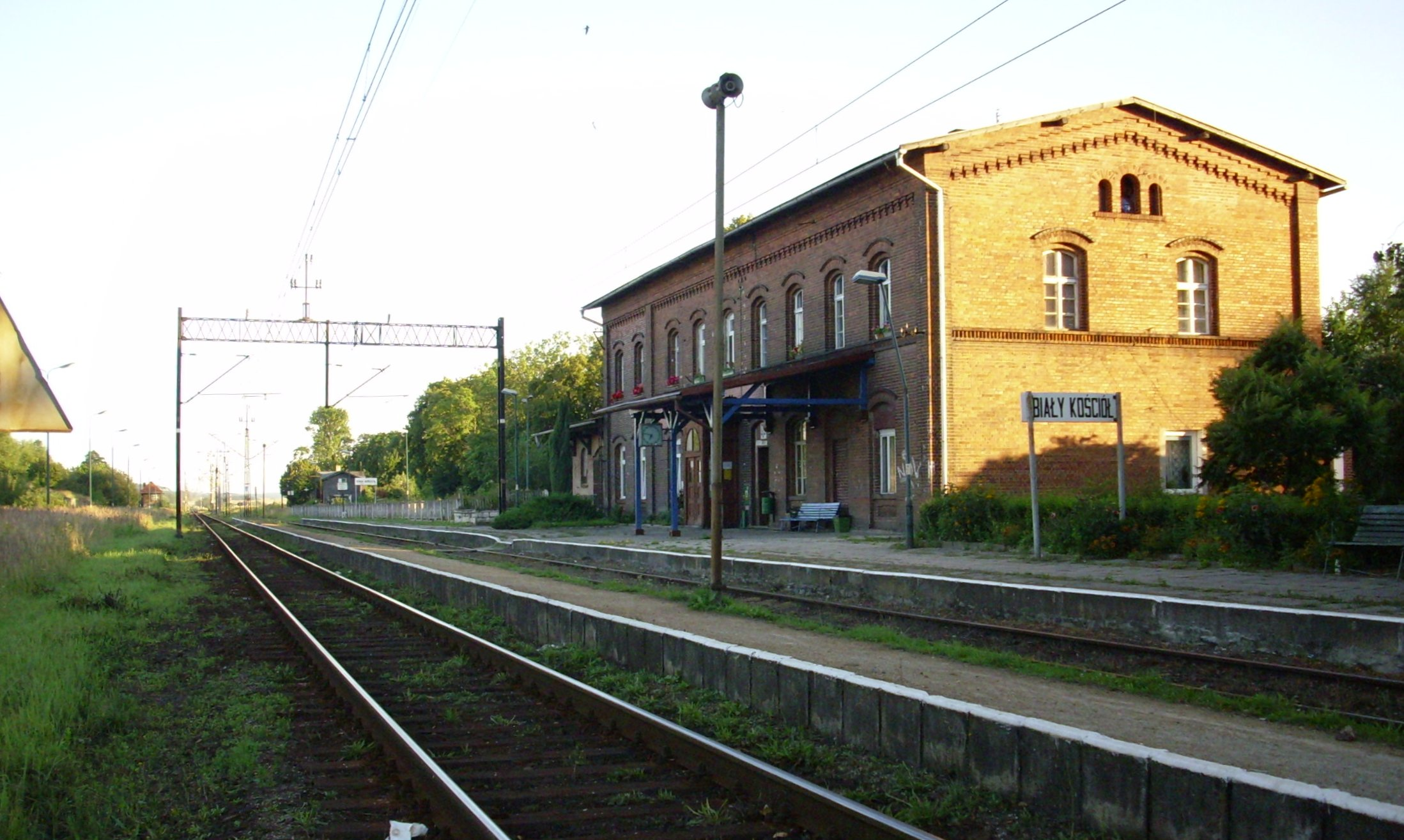
Stacja kolejowa w Białym Kościele

Biały Kościół (niem. Steinkirche) – wieś w Polsce położona w województwie dolnośląskim, w powiecie strzelińskim, w gminie Strzelin.
Wieś położona na wysoczyźnie na stoku Wzgórz Strzelińskich. Zabytkowy kościół, lasy, zalew i ośrodek wczasowy.

## Nazwa
Wieś pierwszy raz wzmiankowana w 1264 roku jako Nova Ecclesia. W 1284 Alba Ecclesia. 

## Historia
W latach 1954–1972 wieś należała do gromady Gębice, po jej zniesieniu należała i była siedzibą władz gromady Biały Kościół. W latach 1975–1998 miejscowość administracyjnie należała do województwa wrocławskiego.

## Zabytki
Do wojewódzkiego rejestru zabytków wpisany jest:
- kościół pw. Najświętszej Marii Panny; pierwsze wzmianki o kościele pochodzą z 1264 r. – XIII w. i dotyczą wyposażenia kościoła przez biskupa wrocławskiego Tomasza. Pierwszy kościół był budowlą kamienną z granitu, jednonawową z prostym prezbiterium, nakryty sklepieniem kolebkowym, z wieżą od strony zachodniej. Ze starego kościoła pozostały: mury nawy, fragmenty tympanonu – późnoromańskiego detalu, resztki portalu i okien oraz podstawa wewnętrznej empory. Wszystkie te części starego kościoła znajdują się w przykościelnym lapidarium. Kościół dwa razy niszczyły pożary w 1643 r. i 1768 r. W czasie przebudowy kościoła w 1827 r. – XIX w. architekturze nadano formę klasycystyczną, wnętrze zgodnie z wymogami wyznania protestanckiego zaopatrzono w wielokondygnacyjne empory z amboną umieszczoną nad ołtarzem. Rozebrano również późnoromański portal, a fasadę zachodnią udekorowano portykiem przylegającym do ściany. W okresie II wojny światowej w czasie przejścia frontu w 1945 r., na wieży kościoła mieścił się punkt obserwacyjny, a w kościele znajdował się skład amunicji. W czasie wycofywania się wojsk niemieckich Niemcy zdetonowali (wysadzili) skład amunicji wraz z kościołem, który uległ zburzeniu i doszczętnie się wypalił. W latach 80. XX wieku kościół odbudowano z pieczołowitym zachowaniem elementów zabytkowych, nadając budowli formę postmodernistyczną.

Inne obiekty:
- stacja kolejowa

## Atrakcje turystyczne
- okoliczne wzgórza
- stare wyrobiska po kamieniołomach
- Ośrodek Wypoczynku Świątecznego nad zalewem

## Szlaki turystyczne
Ząbkowice Śląskie – Bobolice – Cierniowa Kopa – Zameczny Potok – Muszkowicki Las Bukowy – Muszkowice – Henryków – Raczyce – Witostowice – Nowolesie – Nowoleska Kopa – Kalinka – Nowina – Dzierzkowa – Przeworno – Krzywina – Garnczarek – Skrzyżowanie pod Dębem – Biały Kościół
 droga Szklary-Samborowice
– Jagielno – Przeworno – Strużyna – Kaszówka – Jegłowa kop. – Gromnik – Skrzyżowanie nad Wąwozem Pogródki – Biały Kościół – Kazanów – Nieszkowice – Czerwieniec – Kowalskie – Żelowice – Błotnica – Piotrkówek – Ostra Góra – Niemcza – Gilów – Piława Dolna – Góra Parkowa – Bielawa – Kalenica – Nowa Ruda – Tłumaczów – Radków – Pasterka – Karłów – Skalne Grzyby – Batorów – Duszniki-Zdrój – Szczytna – Zamek Leśna – Polanica-Zdrój – Bystrzyca Kłodzka – Igliczna – Międzygórze – Przełęcz Puchacza